# Heidenburg (Pfälzerwald)
Die Heidenburg, seltener auch Heidenschlösschen oder Heidenschloss genannt, ist die Ruine eines Ringwalls auf der Waldgemarkung von Neustadt an der Weinstraße am Ostrand des Pfälzerwalds, der Haardt (Rheinland-Pfalz).

## Geographische Lage
Die Heidenburg liegt südwestlich von Gimmeldingen, einem Ortsteil von Neustadt, rechts über dem Tal des Mußbachs in 294 bis 325, im Mittel 314 m Höhe auf dem östlichen Sporn des Nebelbergs, der in der Literatur auch Nöpelberg genannt wird und der Ostläufer des 554 m hohen Weinbiets ist. Die Anlage ist durch den Ritterstein 257 markiert.

## Anlage

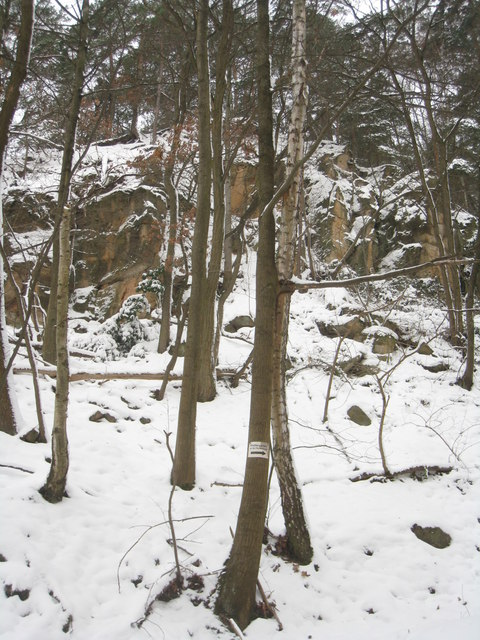
Am Fuß des Klettergartens

Die Anlage bestand aus einem ovalen Ringwall, der 310 m Umfang besaß und sich bis 140 m in West-Ost- sowie bis 50 m in Nord-Süd-Richtung erstreckte. Seine nach Westen ansteigende Fläche beträgt etwa 5700 m². Innerhalb stand ein ungefähr quadratischer Wohnturm. Von diesem und dem Ringwall selbst sind nur noch wenige Reste und Geländespuren sichtbar, Überbleibsel von weiteren Behausungen lassen sich allenfalls erahnen.
An der westlichen Pforte der Anlage, 325 m hoch zum Weinbietgipfel hin gelegen, sind noch einen halben Meter hohe Trockenmauerreste einer „Torgasse“ und Fundamentsteine des Tores erkennbar. Im Osten endete die Anlage auf 294 m Höhe an einem steilen Abhang. Dort wurde später der Gimmeldinger Steinbruch betrieben; zusammen mit dessen Steinen wurden in der Vergangenheit auch Bestandteile des Ringwalls „abgebaut“.
Nachdem der Steinbruch um das Jahr 1960 aufgegeben worden war, wurde das Areal ab 2007 in einem Gemeinschaftsprojekt der Stadt Neustadt, des Naturschutzes und regionaler Kletterer-Organisationen zum Klettergarten Gimmeldinger Steinbruch umgewandelt.

## Geschichte
Das Kulturdenkmal stammt vermutlich aus dem 9./10. Jahrhundert, also aus karolingischer Zeit, und wurde angeblich im Jahr 843 unter Ludwig dem Deutschen, einem Enkel Karls des Großen, errichtet. Die Anlage diente als Fliehburg, denn von dem Bergsporn aus bot sich ein weiter Blick hinaus in die bis zu 200 m tiefer gelegene Rheinebene.
Ob die Heidenburg durch Zerstörung oder Verfall endete, ist nicht bekannt. Sie geriet sehr bald in Vergessenheit. Ihren Namen erhielt sie in der Neuzeit, weil ihre Entstehung fälschlich auf die als heidnisch geltenden Kelten zurückgeführt wurde, die im 1. Jahrtausend v. Chr. die Gegend bewohnten.

## Denkmalschutz
Der Bereich der Wallanlage ist ein Bodendenkmal nach dem Rheinland-Pfälzischen Denkmalschutzgesetz. Nachforschungen und gezieltes Sammeln von Funden sind genehmigungspflichtig, Zufallsfunde an die Denkmalbehörden zu melden.